# Письмо доктору Лоре
Письмо доктору Лоре (англ.  Letter to Dr. Laura) — открытое письмо к популярной американской радиоведущей и психологу Лоре Шлезинджер, опубликованное в Интернете неизвестным автором в 2000 году. Поводом послужило заявление Шлезинджер, что она, как ортодоксальная иудейка, считает гомосексуальные контакты «мерзостью», сославшись при этом на Ветхий Завет (Лев. 18:22).
В письме заявлялось, что кроме осуждения гомосексуальных контактов в Библии, там же целый ряд действий также объявлены предосудительными, однако в настоящее время считаются допустимыми, и наоборот, разрешённые Библией поступки преследуются уголовным законодательством. Автор таким образом заявил о том, что Библия допускает геноцид (Чис. 31:15—17, 1Цар. 15:3), дискриминацию больных и расизм (Лев. 21:17—23, Втор. 23:1—3), рабство (Лев. 25:44—46, Еф. 6:5), национализм и ксенофобию (Ездр. 9:1—3, 10:10, 11, 13:23—30), дискриминацию женщин (Чис. 31:18, 1Кор. 11:9, 10, 14:34, 35, Еф. 5:22) и отрицает свободу совести (Втор. 7:2—5, 13:6—16, Пс. 138:21, 22).
Письмо получило широкую известность в рамках общественного обсуждения проблемы рассмотрения религиозных аспектов гомосексуальности и однополых браков. Оно стало прототипом для политической карикатуры в 25-м эпизоде сериала «Западное крыло». Семь американских газет перепечатали его, а в канадской газете «Halifax Daily News» колумнистка Джей Канзас опубликовала его под своей подписью, после чего была уволена и этот случай стал поводом для широкой дискуссии в канадском профессиональном сообществе журналистов. В русском сегменте Интернета также циркулировал текст письма, привлёкший внимание российских СМИ, а также известного социолога Игоря Кона.
После избрания на второй срок президентства Джорджа Буша, известного своими гомонегативистскими взглядами, в Интернете получило распространение аналогичное письмо, начинающееся словами «Уважаемый президент Буш».